# Buków (Warszawa)
Buków – osiedle w północno-wschodniej części Warszawy, w dzielnicy Białołęka.

## Opis
Osiedle położone jest na zachód od ulicy Modlińskiej, przy granicy Warszawy. Leży głównie w kwadracie ulic: Modlińska, Aluzyjna, Szawelska i Przyrzecze. Ta ostatnia oddziela je od sąsiedniego osiedla – Buchnika. Miejski System Informacji nie uwzględnia jednak istnienia tego osiedla i jego teren w całości leży w osiedlu Nowodwory. Natomiast podział na osiedla (i rady osiedli) według Urzędu Dzielnicy Białołęka uwzględnia istnienie Bukowa i wlicza do niego także teren sąsiedniego Buchnika.
W pierwszej połowie XX w. Buków był podwarszawską wsią leżącą przy trasie wylotowej z Warszawy. W 1951 r. wraz z innymi sąsiadującymi wsiami został włączony do Warszawy.